# O.A.C. Lund
Oskar Augustus Constantine Lund, meglio conosciuto come O. A. C. Lund, nato Oscar Alarik Lund  (Kolbäck, 21 maggio 1885 – Stoccolma, 2 maggio 1963), è stato un regista, sceneggiatore e attore svedese naturalizzato statunitense.

## Biografia
Emigrato nel 1900 negli Stati Uniti, diresse il suo primo film nel 1912. Tra il 1912 e il 1924, diresse più di sessanta pellicole negli Stati Uniti.
Ritornato in Svezia, morì a Stoccolma il 2 maggio 1963, qualche giorno prima di compiere 78 anni. Venne sepolto nel cimitero di Skogskyrkogården.

## Filmografia

### Regista
- The Wager (1912)
- The Return of Lady Linda (1913)
- The Little Mother of Black Pine Trail (1913)
- The Love Chase (1913)
- The Trail of the Silver Fox (1913)
- The Telegraph Operator (1913)
- The Great Unknown (1913)
- The Stronger
- The Superior Law (1913)
- The Law of the Wild
- The Sons of a Soldier (1913)
- A Wise Judge (1913)
- The Key (1913)
- The Faith Healer (1913)
- When Light Came Back (1913)
- The Witch (1913)
- The Trail of the Hanging Rock
- The Greater Call (1913)
- The Honor of Lady Beaumont (1913)
- The Thirst for Gold (1913)
- The Beaten Path (1913)
- Jacques the Wolf (1913)
- From the Beyond (1913)
- Cynthy
- Lady Babbie
- Partners (1913)
- When Pierrot Met Pierrette
- The Highwayman's Shoes
- The First Nugget
- At the Crossing
- Into the Wilderness
- The Devil Fox of the North - cortometraggio (1915)
- When God Wills
- Adrift (1914)
- The Price (1914)
- His Servant
- Suzanne (1914)
- His Daughter (1914)
- The Link in the Chain (1914)
- Snowdrift (1914)
- Allah 3311 (1914)
- The Dollar Mark (1914)
- Adventures in Diplomacy
- When Broadway Was a Trail
- The Marked Woman
- M'Liss (1915)
- La farfalla... la donna (The Butterfly) (1915)
- Just Jim (2015)
- The Price of Malice
- Autumn (1916)
- Dorian's Divorce (1916)
- Her New York, co-regia di Eugene Moore (1917)
- The Painted Madonna (1917)
- A Heart's Revenge (1918)
- The Debt of Honor (1918)
- Peg of the Pirates (1918)
- Together (1918)
- The Nature Girl (1919)
- For Woman's Favor (1924)
- Kärlek och dynamit (1934)

### Sceneggiatore
- The Return of Lady Linda, regia di O.A.C. Lund - soggetto (1913)
- The Trail of the Silver Fox, regia di O.A.C. Lund - soggetto (1913)
- The Telegraph Operator, regia di O.A.C. Lund - soggetto (1913)
- The Great Unknown, regia di O.A.C. Lund - soggetto (1913)
- The Superior Law, regia di O.A.C. Lund - sceneggiatura (1913)
- The Law of the Wild
- The Faith Healer, regia di O.A.C. Lund - soggetto (1913)
- The Trail of the Hanging Rock
- The Greater Call, regia di O.A.C. Lund - soggetto (1913)
- The Honor of Lady Beaumont, regia di O.A.C. Lund - soggetto e sceneggiatura (1913)
- The Beaten Path, regia di O.A.C. Lund (1913)
- Jacques the Wolf, regia di O.A.C. Lund - soggetto e sceneggiatura (1913)
- From the Beyond, regia di O.A.C. Lund - soggetto (1913)
- Cynthy
- Lady Babbie
- Partners, regia di O.A.C. Lund - soggetto (1913)
- When Pierrot Met Pierrette
- The First Nugget
- At the Crossing
- Into the Wilderness
- When God Wills
- The Price, regia di O.A.C. Lund - soggetto (1914)
- His Servant
- Suzanne, regia di O.A.C. Lund - soggetto (1914)
- His Daughter, regia di O.A.C. Lund - soggetto (1914)
- The Link in the Chain, regia di O.A.C. Lund - soggetto (1914)
- Snowdrift, regia di O.A.C. Lund - soggetto
- Allah 3311, regia di O.A.C. Lund - soggetto (1914)
- Firelight
- La farfalla... la donna (The Butterfly), regia di O.A.C. Lund  (1915)
- Just Jim, regia di O.A.C. Lund - mediometraggio (1915)
- Autumn, regia di O.A.C. Lund - sceneggiatura (1916)
- Dorian's Divorce
- The Trail of the Shadow
- Mother Love and the Law
- The Painted Madonna, regia di O.A.C. Lund - sceneggiatura (1917)
- A Heart's Revenge
- The Debt of Honor
- Peg of the Pirates, regia di O.A.C. Lund - sceneggiatura (1918)
- Pals First, regia di Edwin Carewe - sceneggiatura (1918)
- Together
- The Nature Girl, regia di O.A.C. Lund - soggetto (1919)
- Strings of Steel
- Kärlek och dynamit, regia di Oscar Lund (1934)

### Attore
- The Devil Fox of the North, regia di O.A.C. Lund - cortometraggio (1915)

### Produttore
- Pennington's Choice, regia di William Bowman (1915)